# Калямкари

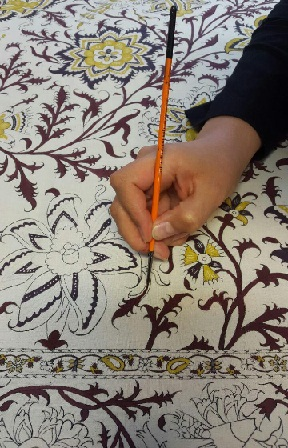

Калямкари (перс. قلمکاری) или читсази (перс. چیت سازی) — иранское искусство нанесения рисунка на ткань; осуществляется как вручную, так и с помощью специальных печатных штампов. Центром производства калямкари считается провинция Исфахан, Иран.

## Название
«Калямкари» переводится с персидского языка как «работа калямом». Калям — это специальное приспособление из бамбука или финиковой пальмы, заостренное на конце. На другом конце находится тонкая связка волоса, и эта часть используется как кисть. Однако калямкари осуществляется не только вручную с помощью каляма — на сегодняшний день более популярным является калямкари, наносимое с помощью специальных печатных штампов  .

## История
Считается, что исфаханские ремесленники изобрели калямкари после монгольского завоевания Ирана (1-я половина XIII века). После прихода монголов на иранских базарах появились многочисленные китайские и монгольские скатерти. Это вдохновило мастеров придумать собственную систему нанесения рисунка на ткань. Так появилось калямкари.
Некоторые исследователи считают, что калямкари появилось только в XVI веке — во времена правления династии Сефевидов .

## Рисунки
Основные мотивы, используемые в искусстве калямкари: исторические достопримечательности, домашние и дикие животные, музыканты, цветы и арабески, надписи, цитаты из творений персидских поэтов, исторические события.
На данный момент наибольшей популярностью пользуются традиционные цветочные орнаменты, арабески и «персидские огурцы». В иранском калямкари существуют две основные цветовые гаммы: калямкари с использованием красного, синего и желтого цветов на ткани кремового цвета (она становится такой из-за контакта с дубильными веществами) и черно-бело-синее калямкари на белоснежной ткани.

## Техника
В калямкари используются красители только из натуральных материалов и солей металлов. Для калямкари в основном используется хлопок, шелк и грубый лен. Самое популярное изделие в технике калямкари — скатерть — обычно изготавливается из хлопковой ткани. Из шелка чаще всего шили одежду, и рисунок на нем рисовали вручную.
С помощью протравки ткани рисунок надежно закрепляется на ней. Калямкари может использовать от одного до семнадцати цветов, которые должны наноситься в строгой последовательности. Иногда калямкари украшается золотыми и серебряными нитями .
Перед началом окрашивания ткань подготавливают: окунают ее в стягивающий раствор и молоко буйвола, затем высушивают под солнцем. Затем красная, черная, коричневая и фиолетовая части рисунка очерчиваются протравой и ткань помещается в ванную с ализарином. Для окрашивания ткани в синий цвет весь кусок погружается в краситель индиго, предварительно покрытый воском. Затем воск очищают — непокрытые части ткани становятся синими. Оставшиеся области докрашиваются вручную.
Для создания четких контуров рисунка используется калям: сначала им наносится раствор из сброженного сахара и воды, а потом — краситель (для контура обычно используется черный).
В Индии, как правило, практикуется только ручное калямкари; в Иране для создания изделий калямкари в основном используются специальные штампы.

## Закрепление цвета
Красители для калямкари готовят из различных корней и листьев, а также из солей железа, олова, меди и квасцов. Иногда используются семена и измельченные бутоны цветов. Наряду с молоком буйвола для обработки ткани используется миробалан. Обработка миробаланом легко фиксирует красители на ткани. Есть другой способ закрепления рисунка на ткани: ее долгое время кипятят в отваре из корок граната, затем сразу переносят в холодную воду .